# Trimmatom eviotops
Trimmatom eviotops är en fiskart som först beskrevs av Schultz, 1943.  Trimmatom eviotops ingår i släktet Trimmatom och familjen smörbultsfiskar. Inga underarter finns listade i Catalogue of Life.